# Кюстендилское Евангелие
Кюстендилское Четвероевангелие — литературный памятник болгарской культуры и орфографии XIII века.
Написано на пергаменте уставным письмом и состоит из 61 листа. Орфография двухъеровая, язык имеет характерные особенности юго-западных диалектов. Содержит неполный текст Евангелия от Луки. Хранилось в библиотеке Кюстендильского педагогического училища, позже было утрачено.
Первые 11 страниц рукописи были опубликованы в Периодическом журнале Болгарского литературного общества, остальные — в Ежегоднике Софийского университета (т. ХХVІІ, 11, 1939, с.1-30) Беньом Цоневым.
В конце 1933 г. этот ценный памятник национальной культуры был передан из библиотеки Кюстендилского педагогического училища Национальной библиотеке Кирилла и Мефодия. Во время союзнической бомбардировки Софии оригинальные листы Кюстендилского Четвероевангелия исчезли, с тех пор их нахождение неизвестно и они считаются утраченными.
Кюстендилское Четвероевангелие также является памятником орфографии Рашки. Оно содержит единственную особенность рашского правописания, развившуюся на сербо-хорватских землях и перенесенную обратно на восток в болгарские земли, так называемые западные болгарские земли. Эта особенность — удвоение гласных и и ь, а также добавление и после ы. Еще в XII веке такое удвоение появилось в средневековых письменных памятниках так называемого зетско-хумского сербского извода старославянского языка из латинского языка по далматскому побережью Венецианской Албании для обозначения длины гласных в местном славянском диалекте на поморских средневековых сербских землях. Эта особенность не была характерна для рашского письма до 13 века, она появилась с середины 13 века и распространилась в последующем 14 веке для обозначения того, что последняя гласная в родительном падеже множественного числа должна читаться длительно.